# Birgit Pfau-Effinger
Birgit Pfau-Effinger (* 7. Februar 1953) ist eine deutsche Soziologin.

## Leben
Pfau-Effinger schloss 1978 an der Georg-August-Universität Göttingen ihr Studium als Diplom-Sozialwirtin ab. Sie promovierte (1987) und habilitierte (1998) an der Universität Bremen. 1999 wurde sie zur Professorin für Soziologie (Sozialstrukturanalyse und Wohlfahrtsstaatliche Entwicklung) an der Fachhochschule für Wirtschaft Berlin ernannt.
Ab 2000 hielt sie eine C3-Professur an der Friedrich-Schiller-Universität Jena inne, ab 2003 eine C4-Professur am Institut für Soziologie der Universität Hamburg. Sie ist stellvertretende geschäftsführende Direktorin des Instituts und seit 2004 Co-Direktorin des Centrums für Globalisierung und Governance (CGG). 2008 wurde sie in die Senatskommission der Deutschen Forschungsgemeinschaft (DFG) für die Sonderforschungsbereiche berufen. In Gastprofessuren war sie an der Universität Tampere (Finnland) im Jahr 1992, der Autonomen Universität Barcelona im Jahr 2006 und dem Ålborg Universitetscenter 2007/2008 tätig.
Seit 2011 ist sie wissenschaftliche Koordinatorin der Group for Society and Animals Studies (GSA) an der Universität Hamburg, der ersten sozialwissenschaftlichem Forschungsgruppe zum Mensch-Tier-Verhältnis in Deutschland.
Zu ihren Arbeitsschwerpunkten zählen die international vergleichende Soziologie, Arbeitsmarktsoziologie, Soziologie der Sozialpolitik, Kultur- und Wohlfahrtsstaat, formelle und informelle Arbeit, Geschlechter-Arrangements, Familiensoziologie und Familienpolitikanalyse.

## Veröffentlichungen
Pfau-Effinger veröffentlichte (Stand: 2009) mehr als 90 wissenschaftliche Aufsätze im deutsch- und englischsprachigen Raum und 14 Bücher.